# Pseudolembosia magnifica
Pseudolembosia magnifica är en svampart som beskrevs av Syd. 1938. Pseudolembosia magnifica ingår i släktet Pseudolembosia och familjen Parmulariaceae.   Inga underarter finns listade i Catalogue of Life.